# Аналоги нуклеиновых кислот

РНК с его нуклеиновыми основаниями (слева) и ДНК (справа).

Аналоги нуклеиновых кислот (ксенонуклеиновая кислота, KNK) представляют собой кластеры, которые структурно аналогичны природным молекулам РНК и ДНК. Ксенонуклеиновые кислоты используются в медицине и молекулярной биологии. Используются в медицине и в исследованиях в области молекулярной биологии.
Нуклеиновые кислоты представляют собой нуклеотидные цепи, состоящие из трех частей: фосфатного основания, пентозного сахара, рибозы или дезоксирибозы и четырех нуклеиновых оснований. Аналог может содержать изменения в любой из этих частей.
Искусственными нуклеиновыми кислотами являются пептидо-нуклеиновые кислоты (ПНК), Морфолиновые олигонуклеотиды и Замкнутая нуклеиновая кислота (ЗНК), а также Гликоль-нуклеиновая кислота (ГНК) и Треозо-нуклеиновая кислота (ТНК). Каждая из них отличается от естественной ДНК и РНК изменением основ молекул.